# Таза
Таза (бербер. ⵜⴰⵣⴰ; араб. تازة) — місто на півночі Марокко, в регіоні Фес — Мекнес, за 120 км від міста Фес. Розташоване у гірському коридорі що з’єднує масив Ер-Риф з горами Середнього Атласу. Кількість населення за даними 2019 року — 148 406 осіб.

## Історія
Історично Таза була відомий як Рибат Таза (араб. رباط تازة) через свою роль військового табора у Фатімідському халіфаті. Місто було засноване місцевим губернатором та лідером берберського племені Мекнасів Муссою ібн Абі Алаафією До початку XX століття Таза була важливим центром торгівлі на шляху між Фесом та алжирським кордоном.
Спочатку Таза була заселена племенами Мекнасів, які дали їй свою назву: Мікнаса Таза. Місто було захоплене Альморавідами у 1074 році,Альмохадами — у 1132 та Маринідами — у 1248. Незважаючи на те, що Таза не була зайнята турками, що прагнули розширити свої володіння з Алжиру на територію сучасного Марокко, місто потрапило до французів у 1914 році. До нашого часу в старому місті зберіглися старовинні берберські пам’ятки, мечеті та медресе (релігійна школа) XIV століття.

## Географія
Таза розташована в північно-центральній частині Марокко, на південь від гірського масиву Ер-Риф, на вузькій рівнині. Місто складається з двох раніше відокремлених містечок, побудованих на окремих терасах з видом на гірську долину. Місто Старої Тази знаходиться на висоті 585 м над рівнем моря і оточене укріпленнями; нове місто, засноване французами в 1920 році, розташоване на родючій рівнині на висоті 1460 футів (445 м). Знахідки свідчать про те, що печери у місцевості коло міста були заселені ще за часів палеоліту. Поруч з Тазою є одна з найвизначніших печер Марокко, Рар Шара, довжиною у 7,6 кілометрів.

## Клімат
За Класифікацією кліматів Кеппена Таза має Середземноморський клімат зі спекотним літом (Csa).Через розташування дещо у глибині континенту поруч з Атласькими горами клімату міста притаманне явище континентальності,  тобто суттєвої різниці між температурами взимку та влітку. Середньорічна кількість опадів — біля 800 мм.